# Dolichopentas decora
Dolichopentas decora är en måreväxtart som först beskrevs av Spencer Le Marchant Moore, och fick sitt nu gällande namn av Jesper Kårehed och Birgitta Bremer. Dolichopentas decora ingår i släktet Dolichopentas och familjen måreväxter.

## Underarter
Arten delas in i följande underarter:
- D. d. decora
- D. d. lasiocarpa
- D. d. triangularis